# Ijon Tichy: Raumpilot
Ijon Tichy: Raumpilot ist eine deutsche Science-Fiction-Satire-Fernsehserie von Randa Chahoud, Dennis Jacobsen und Oliver Jahn, die auf einer freien Bearbeitung von Stanisław Lems Geschichtensammlung Sterntagebücher basiert. Das Trio verfasst die Drehbücher und führt Regie, Jahn spielt außerdem den Titelhelden Ijon Tichy. Die weibliche Hauptrolle ist mit Nora Tschirner besetzt.

## Handlung
Ijon Tichy erlebt auf seinen Flügen durch das Universum skurrile Abenteuer. Begleitet wird er von seiner „Analogen Halluzinelle“, die er in der ersten Folge fertigstellt. Mit pseudo-osteuropäischem Akzent führt Tichy als Erzähler den Zuschauer durch eine bunte, trashige Welt voller Genrezitate und aberwitziger Einfälle.
Die erste Staffel besteht aus einzelnen, weitgehend voneinander unabhängigen Abenteuern. Die Episoden der zweiten Staffel sind durch eine Rahmenhandlung – Tichy versucht zum Eierplaneten Eggmann zu gelangen, woran er durch je ein Abenteuer gehindert wird –, weitere Charaktere und Rückbezüge miteinander verwoben.
In der ersten Staffel sind Folge 1 und 2 von der Vierzehnten Reise in Lems Sterntagebüchern inspiriert, Folge 3 von der Siebten Reise (deren letzter Absatz als running gag am Ende jeder Folge vom Erzähler wiederholt wird), Folge 4 von der Achten Reise (mit Lems Roman Der futurologische Kongress hat sie nur den Titel gemein).

## Charaktere

### Ijon Tichy
Ijon Tichy ist Raumpilot, Entdecker, Diplomat und selbsternannter „Held von Kosmos“, der ohne klaren Auftrag durch das Weltall fliegt und dabei Abenteuer erlebt. Einen gewissen technischen Sachverstand hat er durchaus, vor allem aber ein großes Ego. Er verhält sich oftmals wie ein großes Kind, selbstüberschätzend und trotzig. Bei Konflikten beharrt er stur auf seiner Meinung und ist meist unwillig, Fakten gelten zu lassen oder Verdienste anderer anzuerkennen. Dadurch steht er sich oft selbst im Weg, vor allem wenn er beispielsweise (in der Folge Relativistische Effekte) durch eine Zeitschleife auf sich selbst trifft.
Tichy legt keinen Wert auf gepflegte Erscheinung, da er ja im gesamten Kosmos zu Hause ist. In seiner Rakete trägt er meist Unterhemd und Trainingshosen, gelegentlich sogar nur Unterwäsche, und wirkt ständig unausgeschlafen und missmutig. Er ernährt sich hauptsächlich von Eierspeisen.

### Analoge Halluzinelle
Die Analoge Halluzinelle ist eine holografische Assistentin, deren technisches Subsystem sich in Tichys Geschirrspülmaschine befindet. Anfangs wird sie mit einer TV-Zimmerantenne projiziert und kann nur im Innenraum der Rakete existieren, später bewegt sie sich ebenso selbständig wie Tichy. Ihre Erscheinung wird in der Serie durch Interlacing dargestellt und wirkt semi-transparent und technisch ungenau.
Sie wurde von Tichy konstruiert, um ihm Gesellschaft zu leisten und lästige Arbeiten abzunehmen. Allerdings hat sie ihren eigenen Kopf, ist ebenso stur wie ihr Erbauer und nimmt dem großen Kind Tichy gegenüber gern die mäßigende, sanft zurechtweisende Mutterrolle ein. Das führt immer wieder zu Spannungen zwischen den beiden. Meist erweist sie sich als gewitzter und kann dadurch ein verfahrenes Abenteuer zu einem erfolgreichen Abschluss bringen.
Während der gesamten Zeit kämpft sie um Anerkennung, was ihr am Ende beider Staffeln auch jeweils gelingt.

### Professor Tarantoga
Professor Tarantoga ist ein Wissenschaftler am Institut der Kosmischen Enzyklopädie und ein begnadeter Erfinder. So hat er etwa eine gewaltige Kanone erfunden, mit der er eine Ursuppe ins Nichts schießt, um so die Zerstörung des Universums zu verhindern. Auch die Biste-Fix Zeitblasen wurden von ihm erfunden, mit denen man in Sekundenschnelle in die Zukunft reisen kann. Allerdings ist er recht hilflos, sobald er sich in einer gefährlichen Situation befindet.
Anders als in den Sterntagebüchern ist Tarantoga hier nicht Tichys Freund, der ihn auf Entdeckungsreise schickt, sondern bildet eher einen Gegenpart zu ihm. Dies wird oft durch die bewusst falsche Aussprache von Tichys Namen deutlich, mit der Tarantoga seine Geringschätzung für ihn offen zeigt.

### Mel
Mel ist Tarantogas Assistent und hilft diesem bei seinen Erfindungen. Da er nicht weiß, zu welcher Spezies er gehört oder von welchem Planeten er stammt, möchte er gerne den Kosmos bereisen, um seine Herkunft festzustellen. Als Tichy zur Rettung des Universums bei Tarantoga landet, schleicht sich Mel als blinder Passagier an Bord von Tichys Rakete und begleitet ihn die gesamte zweite Staffel hindurch. Am Ende stellt sich heraus, dass Mel eine Kreuzung zwischen einem Hund und Tarantogas Arm ist.

### Doktor Spamy
Der aufdringliche Prozytianer Doktor Miroslav Spamy ist ausgesprochen fettleibig, hat einen kurzen Rüssel als Mund und trägt eine Farbanaglyphbrille. Tichy lernt ihn in der 1. Staffel auf einem Kongress für Robotertechnik kennen, auf dem er die Analoge Halluzinelle als große Erfindung präsentieren möchte. Dies wird von ihr erfolgreich sabotiert, seitdem hält Spamy die Halluzinelle für Tichys Frau. Als Tichy in der 2. Staffel erneut am Planeten Prozytien vorbeifliegt, inszeniert die Halluzinelle ihre Entführung durch Spamy, damit Tichy ihr wieder mehr Aufmerksamkeit schenkt.
Später arbeitet Spamy eine Zeit lang in Tarantogas Labor als Ersatz für dessen verschwundenen Assistenten Mel.

## Produktion
Die Fernsehserie beruht auf Themen und Motiven aus Stanisław Lems Sterntagebüchern und weiteren Werken dieses Autors um die Hauptfigur Ijon Tichy. Aus diesem Material entwickelten Randa Chahoud, Dennis Jacobsen und Oliver Jahn, Kommilitonen an der Deutschen Film- und Fernsehakademie Berlin (dffb), die beiden Kurzfilme Aus den Sterntagebüchern des Ijon Tichy (1999) und Aus den Sterntagebüchern des Ijon Tichy II (2000). Der erste Teil gewann unter anderem 1999 auf dem Internationalen Kurzfilm-Festival Hamburg den Publikumspreis. 2005 gründeten Chahoud, Jacobsen und Jahn das Produktionsunternehmen Kosmische Kollegen. Dieses realisierte gemeinsam mit Karsten Aurich von Sabotage Films als Ko-Produzenten und der Deutschen Film- und Fernsehakademie Berlin (dffb) die Fernsehserie für das ZDF.

### Ausstattung
Tichys „Rakete“ (wie er sein Raumschiff selbst nennt) sieht von außen aus wie eine Pressstempelkanne mit Fenstern, von innen wie eine Berliner Altbauwohnung, durch deren Tür man problemlos nach außen gelangt. Der Satirecharakter der Serie wird auch darin deutlich, wie hochtechnische Funktionen von einfachen Retro-Gegenständen repräsentiert werden, etwa Haushaltsgeräten aus den 1980er- und 1990er-Jahren. Das „Cockpit“ besteht aus wild aufeinandergestapelten elektronischen Geräten mit einem alten Türschloss als Hauptbedienelement, vor dem Tichy im Strandstuhl liegt. Die „Bücherhalle“, in der Tichy sich oft Informationen besorgt, wird von einigen alten Büchern in einem Regal gebildet.
Außerirdische sind mit bewusst einfachen Mitteln skurril und charaktervoll gestaltet, einige haben beispielsweise Lampenschirme als Köpfe.
Die erste Staffel wurde in Oliver Jahns tatsächlicher Wohnung gedreht. Da diese beim Dreh der zweiten Staffel nicht mehr verfügbar war (Jahn war umgezogen und die Wohnung renoviert worden), wurde sie im Studio nachgebaut.

## Ausstrahlung
Die erste Staffel wurde erstmals ab dem 26. März 2007 immer montags gegen 23:55 Uhr im ZDF ausgestrahlt. Jede Folge wurde schon eine Woche zuvor in der ZDFmediathek online bereitgestellt. Die zweite Staffel wurde im November bzw. Dezember 2011 auf ZDFneo und dem ZDF ausgestrahlt. Laut eigener Aussage wünscht sich Regisseur Dennis Jacobsen für die Zukunft eine Fortsetzung in Form eines Kinofilms.

## Episodenliste

### Staffel 1
Die erste Staffel besteht aus sechs Episoden mit einer Länge von jeweils rund 15 Minuten. Diese wurden erstmals vom ZDF zwischen dem 26. März und dem 7. Mai 2007 ausgestrahlt.
| Nr. (ges.) | Nr. (St.) | Originaltitel               | Zusammenfassung | Erstausstrahlung D |
| ---------- | --------- | --------------------------- | --- | ------------------ |
| 1          | 1         | Kosmische Kollegen          | Da die Analoge Halluzinelle ihren Auftrag vernachlässigt, Tichy am Steuer wach zu halten, kommt es zu einer harten Landung auf einem Planeten, der von Kolupen bewohnt ist, großen pelzigen gefräßigen Wesen. Der Wartungsroboter verlässt mit dem Zündschlüssel die Rakete und wird sogleich von einem Kolup verschlungen. Tichy folgt den schriftlichen Anweisungen in seinem Handbuch und lässt sich ebenfalls von dem Kolup verschlingen, um ihn mit einer Bombe von innen zu erlegen. So bekommt er den Schlüssel zurück. | 26. März 2007      |
| 2          | 2         | Planet der Reserven         | Tichy möchte eine ferne Galaxis erkunden und die 30 Jahre Flugzeit in seinem „Duseltron“ verschlafen, ohne zu altern. Dieses ist defekt, deshalb ist er bei der Ankunft 30 Jahre gealtert. Auf dem nahe gelegenen "Planet der Reserven" versucht er ein Ersatzteil zu bekommen. Neben einer gefährlichen Strahlung wird der Planet von häufigen Meteoriteneinschlägen heimgesucht, jedoch hat man dort gelernt, alles sofort zu reparieren. Auch Tichy wird getroffen und umgehend ersetzt. Da er als Kopie keine Anti-Strahlungstabletten mehr besitzt, setzt die Strahlung bei ihm eine Verjüngung in Gang, sodass er den Planeten gerade noch als Säugling verlassen kann. Auf dem 30-jährigen Weg nach Hause zieht ihn die Analoge Halluzinelle groß. | 2. Apr. 2007       |
| 3          | 3         | Relativistische Effekte     | Tichy muss seine Rakete reparieren, was nur mit Zusammenarbeit zweier Personen möglich ist. Er ist jedoch allein an Bord. Also fliegt er durch eine Zeitschleife, um sich zu verdoppeln. Doch der Tichy von gestern weiß davon noch nichts und der von morgen weiß schon, dass es ja sowieso nicht geklappt hat, so dass er wieder allein dasteht. Anders als im Buch wird die Reparatur schließlich von der ebenfalls verdreifachten Analogen Halluzinelle vorgenommen, nachdem die drei ebenfalls in Streit geraten sind. | 16. Apr. 2007      |
| 4          | 4         | Der futurologische Kongress | Tichy lädt gerade seinen Müll auf einem fremden Planeten ab, als ein größeres Raumschiff anhält und ihn mit einem noch größeren Müllhaufen zuschüttet. Darunter ist ein Schirm, den Tichy mit auf seine Rakete nimmt und über den Kopf stülpt. Als die Halluzinelle den Stecker in die Steckdose steckt, befindet sich Tichy plötzlich virtuell auf dem futurologischen Kongress, wo er aufgefordert wird, für die Menschen einen Aufnahmeantrag zu stellen. Nachdem er das getan hat, spricht ein Außerirdischer gegen den Antrag, weil die Menschen überall ihren Müll abkippen. Ein anderer Außerirdischer gesteht, dass die Menschheit sich aus der Suppe entwickelt hat, die ein Raumschiff seiner Spezies auf der Erde als Müll hinterlassen hatte, weshalb die Menschen unschuldig seien. Tichy erwacht und es stellt sich heraus, dass er alles nur geträumt hat, nachdem der Müll des fremden Schiffes auf seinen Kopf gefallen war. | 23. Apr. 2007      |
| 5          | 5         | Sabotage                    | Tichy fliegt zu einem Roboter-Wettbewerb, auf dem er seine Halluzinelle präsentieren will. Weil er nicht mehr genug Tinte für die Farbdüsen der Rakete hat, entnimmt er sie dem Projektionsapparat der Halluzinelle, die fortan nur noch in Schwarz-Weiß auftritt. Die anderen Wettbewerbsteilnehmer haben nur sehr unvollkommene und kleine Roboter mitgebracht, so dass sich Tichy zu Recht einen Preis erhofft. Da die Halluzinelle durch ihre Widerspenstigkeit den Gewinn gefährden könnte, will er ihr die Farbe zurückgeben. Durch ein Versehen bekommt sie davon Blasen im Gesicht und steckt ihn sogar an. Zur Heilung steigt er in einen fehlerhaften Sauna-Raumanzug. Als Spamy mit der Wettbewerbskommission erscheint, hält sie die Halluzinelle für Tichys Frau, die den im Sauna-Anzug herumtaumelnden Tichy als Wettbewerbsbeitrag präsentiert, der natürlich nicht gewinnt.                                                  | 30. Apr. 2007      |
| 6          | 6         | Die innere Stimme           | Weil überraschend der Treibstoff ausgeht, muss die Rakete auf einem fremden Planeten notlanden. Tichy macht die Halluzinelle dafür verantwortlich, weil diese nicht aufgepasst habe. Auf der Suche nach Treibstoff wird Tichy von einem Kolup-Monster am Seil zu einer Hütte geschleift, in dem ein alter Tichy dessen Abenteuer in seine Sterntagebücher schreibt. Er will den jungen Tichy von einem Pantoffelhelden wieder zu einem echten Helden machen und zugleich davon abhalten, zusätzliche Handlungselemente zu erfinden, wie z. B. die Halluzinelle. Da der alte Tichy droht, ansonsten das Schreiben der Geschichten zu beenden, raubt der junge Tichy dessen Schreibmaschine und kann damit seine eigene Geschichte selbst weiterschreiben. Zur Rakete zurückgekehrt, schreibt er, dass wieder genug Treibstoff vorhanden sei und lässt nun die Halluzinelle die Rakete allein fliegen.                                          | 7. Mai 2007        |

### Staffel 2
Die zweite Staffel besteht aus acht Episoden mit einer Länge von jeweils rund 25 Minuten. Die Erstausstrahlung fand zwischen dem 4. und 25. November 2011 auf ZDFneo statt.
| Nr. (ges.) | Nr. (St.) | Originaltitel            | Zusammenfassung | Erstausstrahlung D |
| ---------- | --------- | ------------------------ | --- | ------------------ |
| 7          | 1         | Held von Kosmos          | Tichy kocht das letzte angegammelte Ei aus seinem Kühlschrank. Beim Öffnen kommt ein „Fressendes Loch“ heraus, vor dem das Universum laut seiner „Kosmischen Enzyklopädie“ nur von Professor Tarantoga gerettet werden kann. Dieser kocht eine neue Ursuppe und will sie mittels seiner Kanone in das Loch schießen. Sie landet jedoch versehentlich in Tichys Rakete. Als Tichy hineinfällt, stellt er fest, dass er im neuen Universum nur als Hologramm existiert und die Halluzinelle stattdessen real ist. Am Ende löschen sich beide Universen gegenseitig aus und es verbleibt eine Mischung. Zwar ist Tichy wieder real und die Halluzinelle das Hologramm, aber mehrere Einrichtungsgegenstände stammen offenbar aus dem anderen Universum. | 4. Nov. 2011       |
| 8          | 2         | Shøpping                 | Beim Besuch bei Professor Tarantoga hat sich dessen Assistent, der Hund Mel, in die Rakete geflüchtet und reist nun als „Blinder Passagier“ mit. Heimlich setzt er Kurs auf den Möbelhaus-Planet, als er von Tichy entdeckt wird. Da zugleich auch der Geschirrspülautomat einen technischen Defekt hat und gerade der letzte Tag vor Ablauf der Garantiefrist ist, fliegt Tichy tatsächlich dorthin. Ein Ersatzteil erhält Tichy jedoch nicht, denn die Möbel des Planeten planen gerade die Eroberung des Kosmos. Das klappt aber nur, wenn sie korrekt zusammengesetzt werden. Tichy schreibt deshalb die Bedienungsanleitungen um und entwendet einzelne Montagebestandteile, um das zu verhindern. Als die Invasion beginnt und ein Möbelstück in die Rakete angeliefert wird, steckt auch Mel wieder mit in der Verpackung. | 4. Nov. 2011       |
| 9          | 3         | Schön schaumig           | Doktor Spamy besucht Ijon Tichy und stiehlt seine Halluzinelle, allerdings mit deren Einverständnis, weil Spamy freundlicher zu ihr ist als Tichy. Da Tichy einen eigenen Eintrag in der Kosmischen Enzyklopädie bekommen soll, teleportiert er sich zu Professor Tarantoga, um zu erreichen, dass er auf dem zugehörigen Foto ohne die Halluzinelle abgebildet wird. Versehentlich hat er bei der Teleportation ein Stück Seife in der Hand und erscheint schaumbedeckt. In diesem Zustand will er aber auch kein Foto von sich machen lassen und kehrt zurück in seine Rakete. Die angestrebte Flugroute zum Eierplaneten kann er ohne die Halluzinelle nicht finden. Also holt er sie von Doktor Spamy zurück und teleportiert diesen schaumbedeckt zu Professor Tarantoga. Als die neue Kosmische Enzyklopädie erscheint, ist allerdings unter dem Eintrag von Ijon Tichy ein Foto von Doktor Spamy. | 11. Nov. 2011      |
| 10         | 4         | Biste-Fix Zeitblasen     | Professor Tarantoga schickt Tichy per Post seine neue Erfindung, die Biste-Fix-Zeitblasen, mit deren Hilfe man in die Zukunft reisen kann. Ohne die Bedienungsanleitung zu kennen, schickt Tichy versehentlich seine Halluzinelle um mehr als 1000 Jahre in die Zukunft. Mel soll die Erfindung bei einem Wettbewerb präsentieren, den bisher stets Professor Tarantoga gewonnen hat, obwohl die Erfindungen immer von Mel stammten. Überraschend taucht ein zweiter Tichy auf, weil der während des Wettbewerbs mit Hilfe einer neuen Zeitrückreisemaschine, die Mel aus geklauten Teilen anderer Teilnehmer zusammengebaut hat, vor diesen anderen Teilnehmern in die Vergangenheit flüchten musste. Aus dieser Zeitschleife kann Tichy erst nach 1014 Jahren befreit werden, als die Halluzinelle wiederauftaucht und die Wettbewerbsteilnahme verhindert. | 11. Nov. 2011      |
| 11         | 5         | Sepulken verboten!       | Gerade hat Tichy die letzten Wasservorräte getrunken, als er dringend Pinkeln muss. Leider funktioniert die Wasserspülung nicht mehr. Da stehen zwei Jünger des Elron Petri an der Tür und hypnotisieren Mel, der zu einem Anhänger ihrer Religion wird. Sie steuern das Raumschiff zum Planeten Aquarius, wo man seine Wasservorräte abliefern soll und wo das sogenannte „Sepulken“ verboten ist. Gemeint ist das Pinkeln. Weil Tichy auf keine Variante der Hypnotisierung anspricht, versucht er dennoch zu „sepulken“ und muss deshalb ins Gefängnis. Dort trifft er auf Mel, der trotz Hypnotisierung „sepulken“ wollte. Die Halluzinelle befreit die beiden. Tichy findet und entlarvt Elron Petri, bei dem es sich um einen riesigen Fisch handelt, der das Wasser zum Schwimmen benötigt und Angst davor hat, dass jemand hineinpinkelt. Die ehemaligen Jünger machen nun aus Aquarius eine Fabrik zur Herstellung von Fischstäbchen. | 18. Nov. 2011      |
| 12         | 6         | Das Erinnerungsstück     | Tichy fliegt mit seiner Rakete in den Nebel „Nebulus Cognitiosis“. Die Halluzinelle zeigt ihm eine Werbung des Eierplaneten „Eggmann“, wo Geburtstagskinder ein Gratis-Ei erhalten. Leider kann er sich nicht mehr an seinen Geburtstag erinnern. Der Schrank, in dem die Halluzinelle schläft, erweist sich als Fahrstuhl in den Keller von Tichy Erinnerung, als plötzlich noch ein aggressiver Tichy und ein sensibler Tichy auftauchen. Die drei Tichys reisen gemeinsam mit Mel und der Halluzinelle noch weiter in Tichys Erinnerung, wo sie auf das Kleinkind Tichy treffen, das gerade seinen ersten Geburtstag feiert. Als die Rakete den Nebel verlässt, verschmelzen die drei Tichys wieder miteinander, aber sein Geburtstag ist gerade vorbei. | 18. Nov. 2011      |
| 13         | 7         | Schein und Sein, Teil I  | Mel glaubt, seinen Heimatplaneten nicht mehr finden zu können und teilt Tichy mit, dass er zu Tarantoga zurückkehren will. Zugleich wird Tichy von Tarantoga kontaktiert, der ihm im Tausch für Mel zwei Eier teleportieren würde. Tichy stimmt zu, erhält aber nur ein Ei. Abgelenkt bemerkt niemand, dass die Rakete gegen den Eierplaneten prallt und dabei ein Stück davon herausbricht. Aus dem Loch kommt ein neues „Nichts“. Tarantoga teleportiert persönlich in die Rakete, um Mel zurückzuholen. Weil die Halluzinelle versehentlich die Teleportier-Kabine beschädigt hat, landet er auf dem Rückweg in einem Wurmloch, ebenso Tichy und Mel beim Versuch, ihn zurückzuholen. | 25. Nov. 2011      |
| 14         | 8         | Schein und Sein, Teil II | In der defekten Teleportier-Kabine wurden Tichy, Mel und Tarantoga verkleinert und in das Wurmloch auf der Pflanze befördert, die Mel gehört. Die Halluzinelle sieht sie nicht und saugt sie in den Staubsauger, gemeinsam mit zwei aus Tarantogas Ei geschlüpften Rüsselküken. Um die Halluzinelle auf sich aufmerksam zu machen, reitet Tichy den Wurm und malt so einen Pfeil auf den Boden der Pflanze. Damit erreicht er, dass die Halluzinelle den Stromstecker der Teleportier-Kabine wieder in die Steckdose steckt. Auf dem Rückweg hat Tarantoga plötzlich wieder zwei Arme, während aus Mel ein normaler Hund wurde. Tarantoga gibt zu, dass Mel durch fehlerhaftes Teleportieren des Hundes entstanden war, als er seinen Arm in die Kabine gehalten hatte. Tichy zwingt ihn, erneut seinen Arm zu opfern, um Mel wiederherzustellen. Anschließend steigt er aus der Rakete in das „Nichts“ hinein und findet heraus, dass darin tatsächlich nichts ist, weil ihm als Schreiber der Geschichten nichts eingefallen ist. Mit vereinten Kräften holen ihn die Halluzinelle, Mel, Tarantoga und Spamy wieder zurück. | 25. Nov. 2011      |

## Auszeichnungen
- 2007 – Deutscher Fernsehpreis: Förderpreis/Regie für Randa Chahoud, Dennis Jacobsen und Oliver Jahn
- 2007 – nominiert für den First Steps Award
- 2008 – World Bronzemedaille beim New York Broadcasting Festival
- 2008 – nominiert für den Adolf-Grimme-Preis
- 2012 – nominiert für den Grimme-Preis 2012 im Wettbewerbskontingent Fiktion/Serien & Mehrteiler
- 2012 – Curt-Siodmak-Preis als Beste Science-Fiction-Serie und Sonderpreis für deutsche Produktionen

## Sonstiges
- Der Serie voraus ging eine Studienarbeit, in deren Rahmen zwei 16 und 17 Minuten lange Kurzfilme entstanden waren, die später als Folge 3 (Relativistische Effekte) und Folge 1 (Kosmische Kollegen) mit Änderungen neu verfilmt wurden. Die Kurzfilme wurden auf www.bildwerke-berlin.de zum Download angeboten.
- Im September 2013 wurden zwei Asteroiden nach der Serie benannt: (343000) Ijontichy und (343444) Halluzinelle.[6]